# STS-79
STS-79 byla mise raketoplánu Atlantis. Cílem letu bylo čtvrté setkání raketoplánu s ruskou orbitální stanicí Mir. V nákladovém prostoru raketoplánu byl umístěn vědecký modul SPACEHAB, na kterém byl i český experiment – mikroakcelerometr MACEK.

## Posádka raketoplánu
- William F. Readdy (3) velitel
- Terrence W. Wilcutt (2) pilot
- Thomas D. Akers (3) letový specialista 1
- Jerome Apt (4) letový specialista 2
- Carl E. Walz (3) letový specialista 3

### Nový člen posádky Miru
- John E. Blaha (5) letový specialista 4

### Návrat z mise na Miru
- Shannon W. Lucidová (5), letový specialista 4

(v závorkách je uveden dosavadní počet letů do vesmíru včetně této mise)

## Potíže při startu
Raketoplán Atlantis měl na misi STS-79 odstartovat na začátku července 1996. Kvůli hurikánu Bertha se musel 10. července vrátit do VAB, na začátku září byl raketoplán znovu připraven ke startu, ale do bezpečí VAB se musel znovu uchýlit 4. září před hurikánem Fran. K úspěšnému startu nakonec došlo 16. září 1996 v 08:54:49 UTC.

## Průběh mise
STS-79 byla čtvrtá z devíti plánovaných misí na Mir a první, která měnila amerického astronauta. Z Miru se na Zemi vrátila americká astronautka Lucidová po 188 dnech pobytu ve vesmíru. Její dlouhodobý pobyt ve vesmíru byl zahájen 22. března 1996 při misi STS-76 a stal se ženským světovým rekordem. Astronautku na Miru vystřídal na přibližně čtyři měsíce John Blaha, který se vrátil zpět v lednu 1997 s posádkou STS-81, když byl vystřídán astronautem Jerrym Linengerem.
Mise STS-79 byla také druhým letem modulu SPACEHAB na podporu aktivit při programu Shuttle-Mir a první let tohoto modulu ve dvojité konfiguraci (SPACEHAB DM). Experimenty umístěné v rozšířeném SPACEHABu byly zaktivovány ještě před připojením raketoplánu ke stanici. Velkou část modulu zabíraly zásoby, které se měly dopravit na Mir. Jednalo se o potraviny, oblečení, nové experimenty a náhradní díly.
Ke spojení mezi raketoplánem a orbitální stanicí došlo 19. září 1996 ve 03:13:18 UTC. Po otevření průlezů a přivítání posádek si Blaha a Lucidová vyměnili sedadla. Blahu na Miru očekával velitel 22. posádky Valerij Korzun a letový inženýr Alexandr Kaleri.

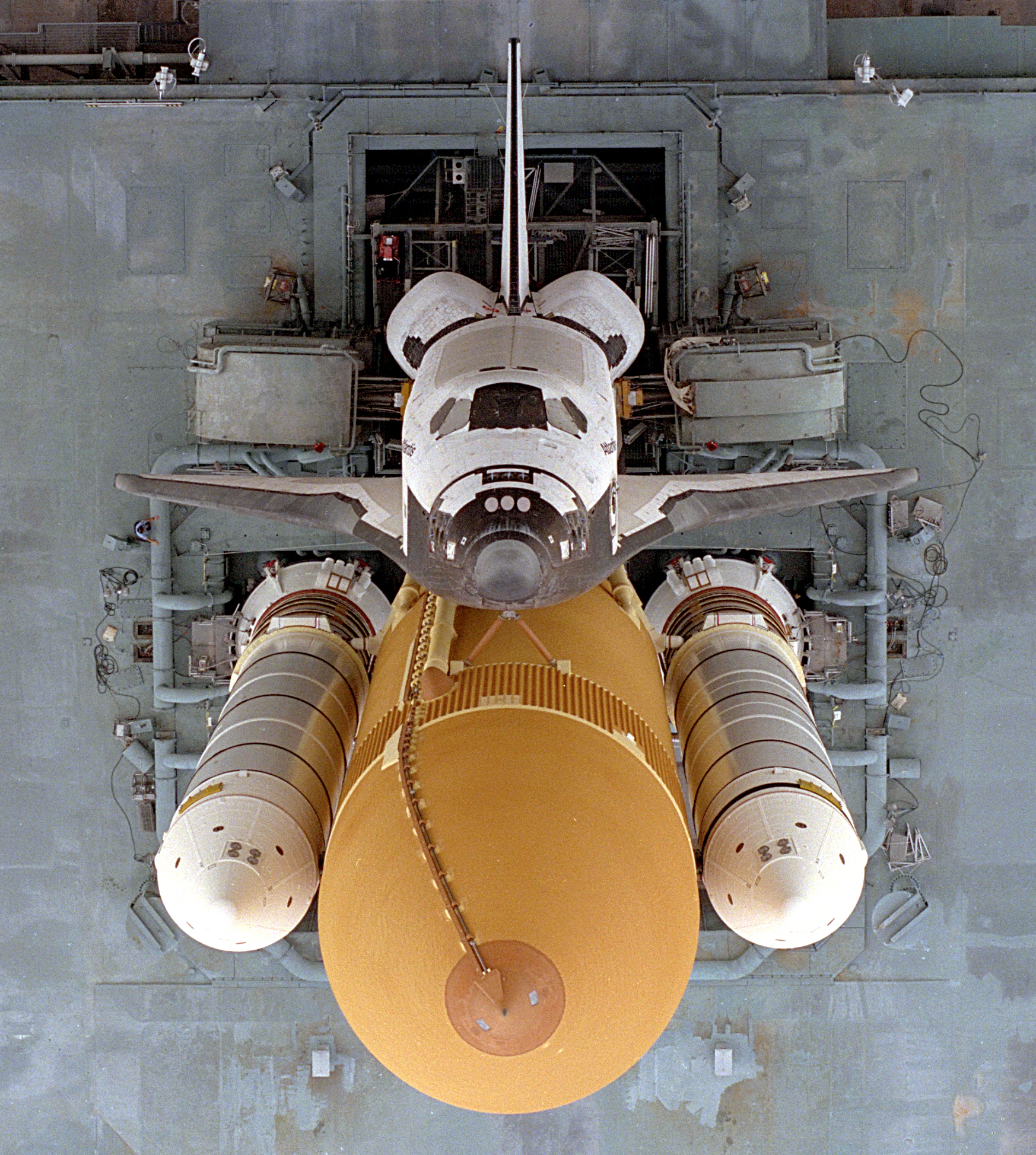
Pohled z výšky na Atlantis, umístěný na mobilní platformě MLP před misí STS-79.

Během pěti dnů společné práce obě posádky přestěhovaly na Mir více než 1800 kg zásob. Kromě potravin, vody a další výbavy to byly také tři experimenty:
- biotechnologický systém (BTS)
- experimenty se supravodiči (MIDAS) - měření elektrických vlastností supravodivých materiálů za vysokých teplot
- Commercial Generic Bioprocessing Apparatus (CGBA), obsahující několik menších experimentů

Zpět na Atlantis bylo přeneseno 907 kg výsledků experimentů a dalšího materiálu. Astronautka Lucidová během šesti měsíců výzkumů na stanici prováděla technologické, biologické, lékařské experimenty, výzkum mikrogravitace a vesmíru. Výzkumy prováděla i v novém modulu na Miru – Priroda, který na stanici dorazil během její přítomnosti na Miru.
Další pokusy se odehrály na palubě Atlantis:
- testování nové pece, pracující při teplotách až 1600 °C (experiment ETTF)
- experiment s růstem proteinových krystalů (CPCG), obsahující 128 vzorků z 12 různých proteinů
- mechanika granulovaných materiálů, porozumění chování sypkých granulovaných materiálů, pochopení, jak se zemský povrch chová při zemětřeseních a sesuvech půdy.

Během všech letů v rámci programu Shuttle-Mir byly prováděny experimenty, které měly snížit rizika při vývoji a stavbě Mezinárodní vesmírné stanice. Poprvé byl na palubě raketoplánu experiment ARIS (Active Rack Isolation systém) - odtlumení nákladového prostoru od vibrací a dalších poruch.
Raketoplán se od orbitální stanice odpojil 24. září 1996 v 01:31:34 UTC. Posádka dokončila zbývající experimenty a úspěšně přistála na Kennedyho vesmírném středisku 26. září 1996 ve 12:13:20 UTC.